# De patitas a la calle
De patitas a la calle es una película de comedia peruana del año 2020, dirigida por Carlos Landeo y escrita por Adrián Ochoa. Es la primera producción peruana donde los protagonistas son animales, contando con Nicolás Fantinato en el protagónico, quién haría la voz de doblaje junto a otros actores peruanos. Fue estrenado el 27 de noviembre de 2020 en los cines peruanos.

## Sinopsis
Cuenta la historia de una adorable brigada de mascotas compuesta por perros, un gato, un loro y una cabra. Tendrán una misión muy importante: volver a casa, sin embargo, en el camino se encontrarán con la crueldad humana, que ve en ellos un método de lucro.

## Elenco
Los actores que participan en esta película son:
- Nicolás Fantinato como Toto.
- Nico Argelo como Aron.
- Pold Gastello como General.
- Titi Plaza como Lazmi.
- Jean Rivera como El Hombre que lleva al perro.
- Pietro Sibille
- Junior Silva
- Stephany Orúe
- Nico Ames
- Carlos Casella
- Airam Galliani

## Recepción
De patitas a la calle atrajo a 26.952 personas a lo largo de su paso por los cines peruanos.